# Pusztaottlaka
Pusztaottlaka (románul Otlaca-Pustă) község Békés vármegye Mezőkovácsházai járásában. Két fő része Bagófalu és Tökfalu.

## Fekvése
Orosházától keletre, Medgyesbodzás, Medgyesegyháza és Újkígyós között fekvő település. Szomszédai: észak felől Újkígyós, dél felől Medgyesegyháza, délnyugat felől Medgyesbodzás, északnyugat felől pedig Csabaszabadi. Kelet felől a hozzá legközelebb fekvő település Kétegyháza, de közigazgatási területeik nem találkoznak egymással.

### Megközelítése
A település területén, nagyjából észak-déli irányban végighalad a Csabaszabadi és Medgyesbodzás  / Medgyesegyháza közt húzódó 4436-os út, ezen érhető el a végponti települések felől, illetve Tökfalu községrésznek ez a főutcája is. A másik nagyobb településrész, Bagófalu zsákfalunak tekinthető, közúton csak az előbbi útból keletnek kiágazó 44 145-ös számú mellékúton érhető el.

## Története
1928-ban alakult önálló községgé a trianoni békeszerződés által Romániához csatolt Ottlaka község Magyarországon maradt Meggyespuszta nevű exklávé határrészéből.

## Közélete

### Polgármesterek
| 1990-'94     | 1994-'98     | 1998-'02     | 2002-'06     | 2006-'10       | 2010-'14       | 2014-'19        | 2019-'24        | 2024-          |
| ------------ | ------------ | ------------ | ------------ | -------------- | -------------- | --------------- | --------------- | -------------- |
| Szabó Miklós | Szabó Miklós | Szabó Miklós | Szabó Miklós | Simonka György | Simonka György | Árgyelán Elvira | Árgyelán Elvira | Simonka György |
|              |              |              |              |                |                |                 |                 |                |
| –            | –            | –            | –            | Fidesz         | Fidesz         | Fidesz-KDNP     | Fidesz-KDNP     |                |
|              |              |              |              |                |                |                 |                 |                |

| Év   | Jelöltek száma | Részvétel | Megválasztott polgármester | Megválasztott polgármester | Megválasztott polgármester | Szavazat     | Szavazat     |  |
| Év   | Jelöltek száma | Részvétel | név                        | szervezet                  | szervezet                  | db           | érv.%        |  |
| ---- | -------------- | --------- | -------------------------- | -------------------------- | -------------------------- | ------------ | ------------ |  |
| 1990 | 3              | (n.a.)    | Szabó Miklós               |                            | –                          | (nincs adat) | (nincs adat) |  |
| 1994 | 4              | 70%       | Szabó Miklós               |                            | –                          | 166          | 56%          |  |
| 1998 | 2              | 75%       | Szabó Miklós               |                            | –                          | 214          | 72%          |  |
| 2002 | 3              | 75%       | Szabó Miklós               |                            | –                          | 155          | 55%          |  |
| 2006 | 3              | 80%       | Simonka György             |                            | Fidesz                     | 210          | 75%          |  |
| 2010 | 2              | 77%       | Simonka György             |                            | Fidesz                     | 218          | 85%          |  |
| 2014 | 1              | 67%       | Árgyelán Elvira            |                            | Fidesz-KDNP                | 218          | 100%         |  |
| 2019 | 1              | 56%       | Pál-Árgyelán Elvira        |                            | Fidesz-KDNP                | 158          | 100%         |  |
| 2024 |                |           |                            |                            |                            |              |              |  |
|      |                |           |                            |                            |                            |              |              |  |

## Népesség
| Lakók száma | Lakók száma |
| Év          | Lakó        |
| ----------- | ----------- |
| 1870        | 997         |
| 1880        | 962         |
| 1890        | 1 113       |
| 1900        | 1 167       |
| 1910        | 1 223       |
| 1920        | 1 456       |
| 1930        | 1 492       |
| 1941        | 1 566       |
| 1949        | 1 453       |
| 1960        | 1 452       |
| 1970        | 1 044       |
| 1980        | 683         |
| 1990        | 501         |
| 2001        | 457         |
| 2011        | 377         |
| 2020        | 311         |
|             |             |

2001-ben a település lakosságának 73%-a magyar, 22%-a román és 1%-a szlovák nemzetiségűnek vallotta magát.
A 2011-es népszámlálás során a lakosok 94,9%-a magyarnak, 0,6% cigánynak, 26,5% románnak, 1,4% szlováknak (1,7% nem nyilatkozott; a kettős identitások miatt a végösszeg nagyobb lehet 100%-nál). A vallási megoszlás a következő volt: római katolikus 28,8%, református 4,3%, evangélikus 6,8%, görögkatolikus 0,3%, egyéb felekezethez (főleg ortodox) tartozott 34,2%, felekezeten kívüli 22,8% (2,8% nem nyilatkozott).
2022-ben a lakosság 85,5%-a vallotta magát magyarnak, 25,2% románnak, 1% szlováknak, 0,7% cigánynak, 0,3% németnek, 1,7% egyéb, nem hazai nemzetiségűnek (14,5% nem nyilatkozott; a kettős identitások miatt a végösszeg nagyobb lehet 100%-nál). Vallásuk szerint 14,5% volt római katolikus, 12,8% ortodox, 4,5% görög katolikus, 4,1% evangélikus, 3,8% református, 0,3% egyéb keresztény, 1,7% egyéb katolikus, 6,6% felekezeten kívüli (51,7% nem válaszolt).

## Címerleírás
A címerpajzs leírása: A négyelt pajzsmező jobb felső részében egy három levélből álló arany dohánylevél csokor látható. E szimbólum Pusztaottlaka Bagófalu nevű településrésznek a szimbolikája, ahol a múltban igen jelentős mértékben folyt dohánytermesztés. Innen származik a településrész elnevezése is.
A pajzs bal felső negyedében egy jobbra néző aranyszőrméjű két lábon álló, jobbra néző oroszlán látható. Az oroszlán két halmon áll. Az egyik halom Bagófalu, a másik Tökfalu szimbóluma. Az oroszlán mellső két mancsában aranykeresztet tart. Az oroszlán a heraldikában az erő, a bátorság és a kitartás szimbolizálja.
A község története során a leghosszabb ideig Csanád vármegyéhez tartozott. Az oroszlán a Csanád nemzetség címerállata is volt. Egyrészt ezért került a község címerében, másrészt azért is, mert államalapító királyunk Szent István Csanádot bízta meg, hogy ezt a területet is birtokló Ajtony vezért, aki nem volt hajlandó áttérni népével a pogány hitről a kereszténységre, azt csatában győzze le. 1003-ban ez meg is történt, így hálából Szent István királyunktól Csanád megkapta Ajtony birtokait. Aki az itt élő népet a keresztény hitre térítette. Jelenleg és a történelem során többször is Pusztaottlaka település Békés vármegye egyik községe. Békés vármegye címerállata szintén a két lábon álló oroszlán. Mindezek tették lehetővé és szükségszerűvé, hogy a község címerében is helyet kapjon az oroszlán, a keresztet magasban tartó oroszlán, mely nyugat felé néz. Országunk ezen területén, a 18. században betelepült Pusztaottlakai - akkor még Ottlaka-puszta néven, létesítette államalapító királyunk az első püspökségek között a Csanádi püspökséget.
A címerpajzs jobb alsó negyedében négy egyenes aranypólya található. Pusztaottlaka település négy nép letelepülésének eredménye. A magyarok, románok, a később Harrucken báró által a környékre telepített szlovákok és a dohánytermesztést meghosszabbító Elekről idetelepült németek (svábok) lakták és lakják a községet. A település címerében 1-1 aranypólya egy-egy népet szimbolizál.
Az osztott címerpajzs bal alsó negyedében (a hármas arany dohánylevélre átlósan) egy tök növény termése látható. Ez a heraldikakép a település másik részének, Tökfalunak a címerképe.

## Híres emberek
- Pusztaottlakáról származik Simonka György, a Békés megyei 4. számú egyéni választókerület korábbi országgyűlési képviselője.

## Nevezetességei
- Román ortodox templom
- Likefest Park

## Testvértelepülése
- Világos, Románia